# NHKニュースおはよう日本
『NHKニュースおはよう日本』（NHKニュースおはようにっぽん）は、日本放送協会（NHK）で1993年4月5日から生放送されている『NHKニュース』の朝の情報番組・報道番組。
日本国内向けには総合テレビジョン、海外向けにはNHKワールド・プレミアムで放送。かつてはBS2やBShi、NHKワールドTV、モバHO!『モバイル.n』でも放送されていた。
時間帯別に平日では3部構成、祝日を除く土曜日は2部構成となっている。また7時台ではリアルタイム字幕放送を実施している。当初は全国ニュースの時間帯のみ実施していたが、後に祝日特集枠と首都圏ローカルニュース枠（2012年度途中から）でも実施するようになった。

## 概要
NHKの朝のニュース・情報番組として、その前身となる『NHKモーニングワイド』に替わって1993年4月5日（月曜日）に放送開始。これと同時に日曜日の放送も月曜から土曜と同じ番組名に統一された。主な内容はその日のニュースとスポーツ、気象情報、市況情報を中心に、様々なミニコーナーを用意している。放送時間の拡大に伴い、ミニコーナーの放送頻度を増やしている。祝日は編成が異なり、7時30分から25分間「祝日特集」を放送。近代オリンピック（夏季・冬季共）のうち、欧州・アフリカ・アメリカ大陸で開催される場合、時差の関係で競技中継と重複する影響が高いため、この場合新聞・EPGの上での番組題名は「おはよう日本&オリンピック」として、五輪中継を随時入れつつ放送が行われる（なお7時台にかかる一部種目は本番組と『連続テレビ小説』の枠確保のためEテレに迂回する時間もある）。パラリンピックも同様である。
制作は協会本部メディア総局配下の報道局内に設けられた「おはよう日本部」という部署が担当、『おはよう日本』以外は深夜の終夜報道（台風や地震・津波などの自然災害や大事件・事故発生時）から日本時間で平日9時・土日祝10時のニュースまでの制作を担当する。そのため、テロップが統一される以前の2022年度までは土日祝の早朝などタイトルが『NHKニュース』となっていても使用されるテロップ類がおはよう日本のフォーマットになっていた（これは前身『モーニングワイド』の時代から変わらなかった）。5時台の担当キャスターは深夜の終夜報道（自然災害や緊急報道など）を兼務している。
1999年4月1日より、1995年4月3日から放送していた『おはよう5』を吸収し、5時からの放送となる。2004年3月29日より平日の放送時間が4時30分からになるが、4時台は総合テレビでのみ放送。2006年4月3日より7時前の各放送局のローカルニュースが2分縮小。2007年4月2日 - 2008年3月29日のみ平日・土曜日（祝日除く）の7時台を6:57スタートに変更。
前身『モーニングワイド』から平日7時30分からの15分がローカルニュース枠であったが、2008年3月31日より7時45分からとなった。それまで7時台後半に放送した特集や中継リポートはローカルニュース前に組み込まれ、6時台に国際報道と経済情報のコーナーを設けた（6時台は2年間実施）。2010年（平成22年）度改編で朝ドラの放送時間を繰り上げて8時開始となったため、8時台の放送は2010年3月27日が最後となり、番組の終わりも東京からではなく各放送局ごとになった。
8時台打ち切り・朝ドラ開始繰り上げについては、当初NHK内において、「人々の生活実態に合わせて朝ドラを15分繰り上げて正時からの放送にしたい」とする編成局側と「ニュースの時間を減らすのは絶対に罷りならん」「官公庁などの重要な記者会見が8時から組まれることが多い」として8時台前半のニュース枠確保を主張する報道局側で紛糾したということであったが、最終的には「有事には朝ドラを動かせば良い」とする編成局側の主張が採択された。
これに伴い2010年3月29日以降、本番組から朝ドラに直結する形となった。本番組のローカル枠（『NHKニュースおはよう日本・関東甲信越』・『NHKニュースおはよう関西』等）のエンディングでキャスターが朝ドラの宣伝（朝ドラ送り）を行うこともある。本番組の公式Twitterでは2019年9月末から、他地域の視聴者を考慮して関東甲信越版などの当該部分動画をアップする日も出てきた。
本番組8時台廃止・朝ドラ繰り上げ・『あさイチ』（8時15分 - 9時54分）開始を実施してから当該枠の視聴率は回復・上昇し、民放各局のワイドショーの視聴率を大幅に低下させることとなった。これは本番組8時台および朝ドラ後の『NHKニュース』が視聴率を下げる原因になっていたと指摘されている。
2010年7月5日からアナログ放送およびNHKワールド・プレミアムではレターボックス16:9での放送となった。それまではサイドカットした4:3コンバートで放送していた。
2020年3月1日から、NHKプラスでのネット同時配信を開始した。なお、3月の試験サービス時は7時台のみ、4月からの本サービス時は6時台と7時台のみの配信となった。
2020年、新型インフルエンザ等緊急事態宣言発令に伴い、4月13日から7月3日まで10時 - 10時30分で「おはよう日本 関東・甲信越」・「おはよう関西」・「おはよう九州沖縄」・「おはよう東海」・「おはよう北海道」の新型コロナウイルス関連ニュースの再放送を実施していた。また、放送時間を5時 - 8時に変更していた。
2020年9月28日からは4時台の放送が終了となり、5時 - 8時の3時間に短縮となった。5時からの放送となるのは2003年度以来17年ぶりとなった。
2021年4月1日からはNHKプラスの同時配信開始時間が1時間前倒し（拡大）するため、5時台も配信されることになった。
2021年4月19日から、NHKワールド JAPANのホームページ上において、7時台（一部のみ）の見逃し配信、2022年4月4日から6時台からの同時配信をそれぞれ開始した。日本国内からの視聴は既に類似サービスであるNHKプラスが行われていることや受信料制度との整合性の観点から配信対象外となっている。
なお、総合は2005年10月以後、1日の放送上の基点（開始）時間を4時台（2005年10月 - 2008年3月=4時20分、2008年4月 - 2018年3月=4時15分、2018年4月以後=4時）に設定しているが、新聞の番組表に於いては、引き続き当番組第1部の開始時間を基点（1日の最初の番組）扱いとして掲載している。
2023年4月3日放送分からユニバーサル・デザイン導入に伴い、番組内で表示されていた独自のアイコンやテロップなどが廃止され、『NHKニュース』や『NHKニュース7』などの他の報道番組と統一になった。
2024年1月11日から同年6月30日までの間、1月1日に発生した能登半島地震の非常対応として実施されたNHK金沢放送局の同時放送として『令和6年能登半島地震関連情報』として（1月12日からは『総合テレビ（石川県内）同時放送』）、BS103チャンネル（旧NHK BSプレミアム）でも放送していた。
歴代キャッチコピー
- 2017年度 - 毎日一緒にあなたとスタート
- 2019年度 - ニュースが届く、今日がはじまる
- 2020年度・2021年度 - 朝一番のアップデート
- 2022年度 - 2024年度 - きょうのスタート、カラフルに

## 放送時間
| 放送日 | 総合テレビ  | NHKワールド・プレミアム                                                                                      |
| ------ | ----------- | --- |
| 平日   | 5:00 - 8:00 | 6:00 - 8:00 （ノンスクランブル放送は7:45まで） （2013年度は7:00 - 8:00の時間帯がノンスクランブル放送となる） |
| 土曜日 | 6:00 - 8:00 | 6:00 - 8:00 （全時間帯ノンスクランブル放送） （2013年度は7:00 - 8:00の時間帯がノンスクランブル放送となる）   |
| 日曜日 | 7:00 - 7:45 | 7:00 - 7:45 （全時間帯ノンスクランブル放送）                                                                 |
| 祝日   | 7:00 - 7:30 | |

4月・5月の大型連休中の放送については、平日が7時台のみ、土日祝日が7時30分までの短縮放送となる場合があった。
また、8月10日頃から20日頃までの平日はお盆期間の特集編成のため、10日頃から13日頃までは7時台のみ、16日頃から20日頃は6時開始の短縮放送となる場合がある。なお、短縮の場合は5時 - 5時10分、6時 - 6時10分に振替の『NHKニュース』を放送する。
年末年始（12月29日 - 1月3日）は特集編成のため全編休止となる（※1月4日が金曜日または土曜日または日曜日の場合、全編休止となる）。この期間、5・6時台については祝日と似た編成を取り、7時台にも『NHKニュース』として、7時 - 7時15分に全国のニュース・気象情報（リアルタイム字幕放送あり）を、7時15分 - 7時20分に各地のニュース・気象情報（関東甲信越地方ではリアルタイム字幕放送あり）をそれぞれ放送する（7時20分以降は特集番組や再放送番組を放送）。
また、2018年度以降は12月29日 - 1月3日の前後の期間もイレギュラーな放送となることがある。
2018年度と2019年度末はEPG上では平日7時45分、土曜日7時30分のみ区切り、それ以外は通しとなっていた。ただし、サブチャンネルでの放送がある場合は30分 - 1時間程度に区切っている。2020年3月頃より、平日は6時と7時と7時45分（ローカル枠）、土曜日は7時と7時30分（ローカル枠）、祝日は7時25分（ローカル枠）と7時30分で区切っている。2021年度は平日・土曜日の6時台が6時30分でも区切るようになった（同年度より平日版・土曜版のリアルタイム字幕放送対応時間が6時30分からに拡大されたため）。
国政選挙や都道府県知事選挙などの期間中は本番組の放送時間帯に政見放送を行うため、一部の地域では本番組の放送を中断する時間帯がある。また、関東地方にて政見放送を行う場合はNHKプラスでの配信についても南関東（埼玉県・千葉県・東京都・神奈川県）向けの広域放送をサイマル配信していることから、中断時間帯の同時・見逃し配信共に休止する。
2021年度は東京オリンピック・パラリンピック関連コーナー及び競技中継の為、7月12日から9月4日まで、日曜日を除き全国枠を7時50分まで拡大した。ただし、8月8日・9月5日は競技中継のため7時 - 7時20分の短縮放送となり、全編全国放送となった（ローカルニュースは6時55分 - 7時に別枠扱いで放送）。また、7月17日・8月21日は7時30分 - 7時50分は別番組を放送し一時中断した。当初は8月14日も7時30分 - 7時50分に『夏だより+ふるさと』を放送のため同時間帯は一時中断する予定だったが、西日本を中心とした記録的な大雨に関するニュースを伝えるため急遽予定を変更して6時から8時まで通しで放送した。その他にも、7月22日は7時30分 - 7時55分に『ふるさとへの思いを胸に〜聖火ランナー・知られざる物語〜』を放送のため7時30分までの短縮放送となった（7時55分 - 8時の気象情報は単独番組扱いで放送）。
2022年10月4日7時27分頃、Jアラート受信により、北朝鮮によるミサイル発射に関する緊急ニュースを伝えるため急遽予定を変更し、8時まで通しで放送した。
2025年7月21日は祝日であるが、第27回参議院議員通常選挙翌日のため平日版と同じ編成で放送。{{出演者についてもアナウンサーは平日メンバーが出演したが、気象情報は通常通り南利幸が出演}}

### 放送時間の変遷
全て総合テレビ（ローカル放送を含む）における放送時間。BS・国際放送での放送時間は異なる。   
| 期間      | 期間      | 平日                 | 土曜日               | 日曜日              | 祝日                |
| --------- | --------- | -------------------- | -------------------- | ------------------- | ------------------- |
| 1993.4.5  | 1999.3.31 | 6:00 - 8:13（133分） | 7:00 - 8:13（73分）  | 7:00 - 7:45（45分） | 7:00 - 8:13（73分） |
| 1999.4.1  | 2004.3.28 | 5:00 - 8:13（193分） | 6:00 - 8:13（133分） | 7:00 - 7:45（45分） | 7:00 - 8:13（73分） |
| 2004.3.29 | 2010.3.28 | 4:30 - 8:13（223分） | 6:00 - 8:13（133分） | 7:00 - 7:45（45分） | 7:00 - 8:13（73分） |
| 2010.3.29 | 2020.9.27 | 4:30 - 8:00（210分） | 6:00 - 8:00（120分） | 7:00 - 7:45（45分） | 7:00 - 8:00（60分） |
| 2020.9.28 | 2022.9.18 | 5:00 - 8:00（180分） | 6:00 - 8:00（120分） | 7:00 - 7:45（45分） | 7:00 - 8:00（60分） |
| 2022.9.19 | 現在      | 5:00 - 8:00（180分） | 6:00 - 8:00（120分） | 7:00 - 7:45（45分） | 7:00 - 7:30（30分） |

## 現在の主な出演者

### 平日
5時台キャスター
- 勝呂恭佑（2024年4月1日 - ）
- 矢崎智之（2025年3月31日 - ）
- 廣瀬雄大（2025年4月7日 - ）
  - 上記3名が3週間交代で出演。

- 豊島実季（2025年4月7日 - ）
- 大谷舞風（2024年4月8日 - ）
  - 上記2名が隔週交代で出演

6時台、7時台メインキャスター
月曜日 - 木曜日
- 中山果奈（2025年3月31日 - ）
- 高井正智（2025年3月31日 - ）

金曜日
- 井上二郎（2022年4月9日 - ）
- 赤木野々花（2024年4月5日 - ）

6時台、7時台サブキャスター
- ホルコムジャック和馬（2025年3月31日 - ）
- 是永千恵（2024年4月1日 - ）

リポーター
- 狩野史長（2024年4月1日 - ）
- 岡崎太希（2025年3月31日 - ）
- 石井智也（2025年3月31日 - ）
- 大沢幸広（2025年7月1日 - ）

おはBizキャスター（経済情報）
- 渡部圭司（NHK経済部記者）（2023年7月3日 - ）
- 永野博孝（NHK解説委員）（2025年7月3日 - ）

※渡部は月曜 - 水曜の担当、永野は木曜、金曜の担当。
気象情報
- 檜山靖洋（2018年4月2日 - ）
- 近藤奈央（2021年3月29日 -）
- 渕岡友美（2024年7月1日 - ）

※2024年12月2日以降、近藤は月曜 - 水曜の担当、渕岡は木曜、金曜の担当。
※檜山靖洋の代わりに佐藤公俊が気象情報を担当することもある。

### 土曜・日曜・祝日
メインキャスター
- 井上二郎（2022年4月9日 - ）
- 赤木野々花（2024年4月5日 - ）

おはSPOキャスター （スポーツコーナー）
- 清水敬亮（2024年4月6日 - ）

気象情報
- 南利幸（2007年4月7日 - ）

## 歴代の主な出演者
キャスター陣は若手からベテランまで幅広く出演しているが、2000年代後半頃からは積極的に女性キャスターを登用する傾向にある。夏休みの代打として、地方局に所属しているアナウンサーが出演することもある。なお、8時終了となって以降、キャスターの卒業の挨拶は地域局が飛び降りる7:45前行っているほか、週末版担当キャスターの卒業の挨拶は地域局が飛び降りる日曜7:40前に行っている。

### 平日版

#### メインキャスター
表上部の時刻は出演開始時刻を表す。7時台キャスターは2009年度まで8時台も担当。
| 期間       | 期間       | 男性                         | 男性                         | 男性                        | 男性               | 男性               | 女性                             | 女性                        | 女性                        | 女性                        |
| 期間       | 期間       | 4:301                        | 5:00                         | 6:00                        | 6:30               | 7:00               | 5:00                             | 6:00                        | 6:30                        | 7:00                        |
| ---------- | ---------- | ---------------------------- | ---------------------------- | --------------------------- | ------------------ | ------------------ | -------------------------------- | --------------------------- | --------------------------- | --------------------------- |
| 1993.4.5   | 1994.4.1   | 放送なし                     | 放送なし                     | 今井義典 明石勇             | 今井義典 明石勇    | 今井義典 明石勇    | 放送なし                         | 小谷真生子1・3 草野満代1・3 | 小谷真生子1・3 草野満代1・3 | 小谷真生子1・3 草野満代1・3 |
| 1994.4.4   | 1995.3.31  | 放送なし                     | 放送なし                     | 村上信夫                    | 村上信夫           | 今井義典           | 放送なし                         | 有働由美子                  | 有働由美子                  | 有働由美子                  |
| 1995.4.3   | 1996.3.29  | 放送なし                     | 放送なし                     | 伊藤博英                    | 伊藤博英           | 石澤典夫           | 放送なし                         | 有働由美子                  | 有働由美子                  | 有働由美子                  |
| 1996.4.1   | 1997.3.31  | 放送なし                     | 放送なし                     | 伊藤博英                    | 伊藤博英           | 石澤典夫           | 放送なし                         | 伊藤由紀子                  | 伊藤由紀子                  | 有働由美子                  |
| 1997.4.1   | 1999.3.31  | 放送なし                     | 放送なし                     | （不在）                    | 野村正育4          | 三宅民夫           | 放送なし                         | 道傳愛子                    | 道傳愛子                    | 武内陶子2                   |
| 1999.4.1   | 2000.03.24 | 放送なし                     | 伊藤博英                     | 伊藤博英                    | 伊藤博英           | 三宅民夫           | 高井真理子                       | 高井真理子                  | 高井真理子                  | 武内陶子2                   |
| 2000.3.27  | 2001.3.30  | 放送なし                     | 住田功一                     | 住田功一                    | 住田功一           | 三宅民夫           | 高井真理子                       | 高井真理子                  | 高井真理子                  | 武内陶子2                   |
| 2001.4.2   | 2002.3.29  | 放送なし                     | 住田功一                     | 住田功一                    | 住田功一           | 三宅民夫           | 中條誠子                         | 中條誠子                    | 中條誠子                    | 武内陶子2                   |
| 2002.4.1   | 2003.3.28  | 放送なし                     | 住田功一                     | 住田功一                    | 住田功一           | 三宅民夫           | 中條誠子                         | 中條誠子                    | 中條誠子                    | 髙橋美鈴2                   |
| 2003.3.31  | 2004.3.26  | 放送なし                     | 柿沼郭                       | 柿沼郭                      | 柿沼郭             | 三宅民夫           | 中條誠子                         | 中條誠子                    | 中條誠子                    | 髙橋美鈴2                   |
| 2004.3.29  | 2005.3.25  | 登坂淳一 星野豊              | 柿沼郭                       | 柿沼郭                      | 柿沼郭             | 野村正育           | 中條誠子                         | 中條誠子                    | 中條誠子                    | 髙橋美鈴2                   |
| 2005.3.28  | 2005.12.28 | 伊藤雄彦 寺澤敏行            | 松尾剛                       | 松尾剛                      | 松尾剛             | 野村正育           | 島津有理子                       | 島津有理子                  | 島津有理子                  | 髙橋美鈴2                   |
| 2006.1.4   | 2006.3.31  | 伊藤雄彦 寺澤敏行            | 松尾剛                       | 松尾剛                      | 松尾剛             | 野村正育           | 北郷三穂子                       | 北郷三穂子                  | 北郷三穂子                  | 髙橋美鈴2                   |
| 2006.4.3   | 2006.12.28 | 後藤理 横尾泰輔              | 真下貴                       | 真下貴                      | 松尾剛             | 松尾剛             | 北郷三穂子                       | 北郷三穂子                  | 首藤奈知子                  | 首藤奈知子                  |
| 2007.1.4   | 2007.3.30  | 後藤理 横尾泰輔              | 真下貴                       | 真下貴                      | 松尾剛             | 松尾剛             | 小郷知子                         | 小郷知子                    | 首藤奈知子                  | 首藤奈知子                  |
| 2007.4.2   | 2008.3.28  | 金子哲也 上岡亮              | 森本健成2・5                 | 森本健成2・5                | 松尾剛             | 松尾剛             | 小郷知子                         | 小郷知子                    | 首藤奈知子                  | 首藤奈知子                  |
| 2008.3.31  | 2009.3.27  | 4:301・2                     | 5:001・2                     | 6:00                        | 6:30               | 7:00               | 5:00                             | 6:00                        | 6:30                        | 7:00                        |
| 2008.3.31  | 2009.3.27  | 高瀬耕造 佐藤龍文            | 高瀬耕造 佐藤龍文            | （不在）                    | （不在）           | 阿部渉6            | 礒野佑子                         | 島津有理子                  | 島津有理子                  | （不在）                    |
| 2009.3.30  | 2010.3.26  | 高瀬耕造 井上二郎            | 高瀬耕造 井上二郎            | （不在）                    | （不在）           | 阿部渉6            | 守本奈実                         | 島津有理子                  | 島津有理子                  | （不在）                    |
| 2010.3.29  | 2011.3.11  | 井上二郎 武藤友樹            | 井上二郎 武藤友樹            | （不在）                    | （不在）           | 阿部渉6            | 江崎史恵                         | 鈴木奈穂子                  | 鈴木奈穂子                  | 鈴木奈穂子                  |
| 2011.3.14  | 2011.4.1   | 井上二郎 武藤友樹            | 井上二郎 武藤友樹            | 阿部渉7                     | 阿部渉7            | 阿部渉7            | 江崎史恵                         | 鈴木奈穂子                  | 鈴木奈穂子                  | 鈴木奈穂子                  |
| 2011.4.4   | 2012.3.30  | 瀧川剛史 小山径 片山智彦     | 瀧川剛史 小山径 片山智彦     | 阿部渉7                     | 阿部渉7            | 阿部渉7            | 江崎史恵                         | 鈴木奈穂子                  | 鈴木奈穂子                  | 鈴木奈穂子                  |
| 2012.4.2   | 2012.11.09 | 瀧川剛史 小山径 糸井羊司     | 瀧川剛史 小山径 糸井羊司     | 瀧川剛史 小山径 糸井羊司    | 阿部渉             | 阿部渉             | 上條倫子                         | 上條倫子                    | 鈴木奈穂子                  | 鈴木奈穂子                  |
| 2012.11.12 | 2013.3.29  | 瀧川剛史 糸井羊司 江藤泰彦8  | 瀧川剛史 糸井羊司 江藤泰彦8  | 瀧川剛史 糸井羊司 江藤泰彦8 | 阿部渉             | 阿部渉             | 上條倫子                         | 上條倫子                    | 鈴木奈穂子                  | 鈴木奈穂子                  |
| 2013.4.1   | 2014.3.28  | 瀧川剛史 糸井羊司 有田雅明   | 瀧川剛史 糸井羊司 有田雅明   | 瀧川剛史 糸井羊司 有田雅明  | 阿部渉             | 阿部渉             | 上條倫子                         | 上條倫子                    | 鈴木奈穂子                  | 鈴木奈穂子                  |
| 2014.3.31  | 2015.3.27  | 糸井羊司 二宮直輝 中山庸介   | 糸井羊司 二宮直輝 中山庸介   | 糸井羊司 二宮直輝 中山庸介  | 阿部渉             | 阿部渉             | 寺門亜衣子                       | 寺門亜衣子                  | 鈴木奈穂子                  | 鈴木奈穂子                  |
| 2015.3.30  | 2016.4.1   | 二宮直輝 堀越将伸 芳川隆一   | 二宮直輝 堀越将伸 芳川隆一   | 二宮直輝 堀越将伸 芳川隆一  | 阿部渉             | 阿部渉             | 合原明子                         | 合原明子                    | 和久田麻由子                | 和久田麻由子                |
| 2016.4.4   | 2017.3.31  | 芳川隆一 田所拓也 黒田信哉   | 芳川隆一 田所拓也 黒田信哉   | 芳川隆一 田所拓也 黒田信哉  | 阿部渉             | 阿部渉             | 中村慶子                         | 中村慶子                    | 和久田麻由子                | 和久田麻由子                |
| 2017.4.3   | 2018.3.30  | 4:301・2                     | 5:001・2                     | 6:00                        | 6:30               | 7:00               | 5:001                            | 6:00                        | 6:30                        | 7:00                        |
| 2017.4.3   | 2018.3.30  | 田所拓也 森田洋平 佐藤誠太   | 田所拓也 森田洋平 佐藤誠太   | 高瀬耕造                    | 高瀬耕造           | 高瀬耕造           | 赤木野々花 近江友里恵            | 和久田麻由子                | 和久田麻由子                | 和久田麻由子                |
| 2018.4.2   | 2019.3.29  | 佐藤誠太 佐藤克樹 岩野吉樹   | 佐藤誠太 佐藤克樹 岩野吉樹   | 高瀬耕造                    | 高瀬耕造           | 高瀬耕造           | 保里小百合 林田理沙              | 和久田麻由子                | 和久田麻由子                | 和久田麻由子                |
| 2019.4.1   | 2020.3.27  | 佐藤克樹 塩田慎二 利根川真也 | 佐藤克樹 塩田慎二 利根川真也 | 高瀬耕造                    | 高瀬耕造           | 高瀬耕造           | 保里小百合 林田理沙              | 和久田麻由子                | 和久田麻由子                | 和久田麻由子                |
| 2020.3.30  | 2020.9.25  | 佐藤克樹 塩田慎二 利根川真也 | 佐藤克樹 塩田慎二 利根川真也 | 高瀬耕造                    | 高瀬耕造           | 高瀬耕造           | 中山果奈 森下絵理香              | 桑子真帆                    | 桑子真帆                    | 桑子真帆                    |
| 2020.9.28  | 2021.3.26  | 放送なし                     | 佐藤克樹 塩田慎二 利根川真也 | 高瀬耕造                    | 高瀬耕造           | 高瀬耕造           | 中山果奈 森下絵理香              | 桑子真帆                    | 桑子真帆                    | 桑子真帆                    |
| 2021.3.29  | 2022.4.1   | 放送なし                     | 塩田慎二 佐藤俊吉 江原啓一郎 | 高瀬耕造                    | 高瀬耕造           | 高瀬耕造           | 森下絵理香 山内泉                | 桑子真帆                    | 桑子真帆                    | 桑子真帆                    |
| 2022.4.4   | 2023.3.31  | 放送なし                     | 三條雅幸 佐藤俊吉 八田知大   | 三條雅幸 伊藤海彦5          | 三條雅幸 伊藤海彦5 | 三條雅幸 伊藤海彦5 | 首藤奈知子 佐藤あゆみ 森田茉里恵 | 首藤奈知子 副島萌生5        | 首藤奈知子 副島萌生5        | 首藤奈知子 副島萌生5        |
| 2023.4.3   | 2024.3.29  | 放送なし                     | 八田知大 金子峻 小野文明     | 三條雅幸 伊藤海彦5          | 三條雅幸 伊藤海彦5 | 三條雅幸 伊藤海彦5 | 佐藤あゆみ 森田茉里恵            | 首藤奈知子 副島萌生5        | 首藤奈知子 副島萌生5        | 首藤奈知子 副島萌生5        |

| 期間      | 期間      | 男性                       | 男性                           | 男性                           | 女性              | 女性                 | 女性                 |
| 期間      | 期間      | 5:001・2                   | 6:00                           | 6:00                           | 5:001             | 6:00                 | 6:00                 |
| 期間      | 期間      | 5:001・2                   | 月 - 木曜                      | 金曜                           | 5:001             | 月 - 木曜            | 金曜                 |
| --------- | --------- | -------------------------- | ------------------------------ | ------------------------------ | ----------------- | -------------------- | -------------------- |
| 2024.4.1  | 2025.3.28 | 小野文明 勝呂恭佑 打越裕樹 | 三條雅幸 今井翔馬5             | 井上二郎 今井翔馬5             | 野口葵衣 大谷舞風 | 首藤奈知子 是永千恵5 | 赤木野々花 是永千恵5 |
| 2025.3.31 | 現在      | 勝呂恭佑 廣瀬雄大 矢崎智之 | 高井正智 ホルコムジャック和馬5 | 井上二郎 ホルコムジャック和馬5 | 大谷舞風 豊島実季 | 中山果奈 是永千恵5   | 赤木野々花 是永千恵5 |

- 1　週交代で担当し、いずれかが出演する（2022年度の三條・首藤を除く）。
- 2　8:30→9:00の『NHKニュース』を兼務。
- 3　『NHKモーニングワイド』から続投。
- 4　『おはよう5』を兼務。
- 5　10:00の『NHKニュース』を兼務。
- 6　2010年度から6時台オープニングにも出演。
- 7　東日本大震災の報道体制に伴う。2011年度より正式に6時台担当となる。
- 8　小山の土曜・日曜・祝日版キャスター着任に伴う。

#### ニュースリーダー
| 期間 | 期間      | 6時台                    | 7時台                    |
| --- | --------- | ------------------------ | ------------------------ |
| 2008.3.31 | 2009.3.27 | 鹿沼健介1                | 礒野佑子2                |
| 2009.3.30 | 2010.3.26 | 佐藤龍文1                | 守本奈実2                |
| 2010.3.29 | 2013.3.29 | 平野哲史1・3             | 平野哲史1・3             |
| 2013.4.1 | 2015.3.27 | 池田達郎1・3             | 池田達郎1・3             |
| 2015.3.30 | 2017.3.31 | 望月啓太1・3             | 望月啓太1・3             |
| 2017.4.3 | 2019.3.22 | 三條雅幸1                | 三條雅幸1                |
| 2019.3.25 | 2021.3.26 | 岩野吉樹1                | 岩野吉樹1                |
| 2021.3.31 | 2022.4.1  | 利根川真也1              | 利根川真也1              |
| 2022.04.04 | 現在      | 5時台キャスター2名が兼務 | 5時台キャスター2名が兼務 |
| - 110:00の『NHKニュース』を兼務。 - 25時台メインキャスターを兼務。8時台も担当。 - 36:25の関東・甲信越ローカル枠を兼任（平野は2012年度から）。 - 4隔週で担当。 |           |                          |                          |

#### コーナー担当キャスター
| 期間 | 期間       | 気象情報 （4時台） | 気象情報            | スポーツ                | アジア &ワールド1 | まちかど情報室2     |
| --- | ---------- | ------------------ | ------------------- | ----------------------- | ----------------- | ------------------- |
| 1993.4.5 | 1995.3.31  | （なし）           | 折坂章子3           | 石川洋                  | （なし）          | （なし）            |
| 1995.4.3 | 1996.3.29  | （なし）           | 折坂章子3           | 中村泰人                | （なし）          | （なし）            |
| 1996.4.1 | 1997.3.31  | （なし）           | 平井信行3           | 中村泰人                | （なし）          | （なし）            |
| 1997.4.1 | 1998.3.27  | （なし）           | 平井信行3           | 山本哲也                | （なし）          | （なし）            |
| 1998.3.30 | 1999.3.31  | （なし）           | 平井信行3           | 山本哲也                | 野村正育6         | （なし）            |
| 1999.4.1 | 2000.3.24  | （なし）           | 田代大輔            | 久保純子                | 真下貴7           | （なし）            |
| 2000.3.27 | 2001.3.30  | （なし）           | 田代大輔            | 青山祐子                | 真下貴7           | （なし）            |
| 2001.4.2 | 2002.3.29  | （なし）           | 田代大輔 岩田総司4  | 青山祐子                | 渡辺英紀7         | （なし）            |
| 2002.4.1 | 2003.3.28  | （なし）           | 田代大輔 岩田総司4  | 藤井彩子                | 池田達郎7         | （不明）            |
| 2003.3.31 | 2004.3.26  | （なし）           | 田代大輔 渡辺博栄5  | 藤井彩子                | 池田達郎7         | （不明）            |
| 2004.3.29 | 2005.3.25  | 橋詰尚子           | 田代大輔 渡辺博栄5  | 伊藤慶太                | 谷地健吾7・8      | 小寺康雄            |
| 2005.3.28 | 2006.3.31  | 橋詰尚子           | 田代大輔            | 伊藤慶太                | 谷地健吾7・8      | 永井伸一            |
| 2006.4.3 | 2006.12.22 | 橋詰尚子           | 田代大輔            | 大蔵哲士                | 谷地健吾7・8      | 田村泰崇            |
| 2006.12.25 | 2007.3.30  | 橋詰尚子           | 渡辺博栄            | 大蔵哲士                | 谷地健吾7・8      | 田村泰崇            |
| 2007.4.2 | 2008.3.28  | 加藤祐子           | 佐藤公俊 橋詰尚子   | 大蔵哲士                | （廃止）          | 田村泰崇            |
| 2008.3.31 | 2009.3.27  | 渕岡友美           | 檜山靖洋 加藤祐子   | 望月啓太                | （廃止）          | 田村泰崇            |
| 2009.3.30 | 2011.4.1   | 渕岡友美           | 檜山靖洋 加藤祐子   | 望月啓太                | （廃止）          | 吾妻謙              |
| 2011.4.4 | 2011.9.30  | 渡辺蘭             | 檜山靖洋 渕岡友美   | 望月啓太                | （廃止）          | 鹿島綾乃9           |
| 2011.10.3 | 2012.3.30  | 渡辺蘭             | 檜山靖洋 弓木春奈   | 望月啓太                | （廃止）          | 鹿島綾乃9           |
| 2012.4.2 | 2013.3.29  | 渡辺蘭             | 檜山靖洋 弓木春奈   | 杉浦友紀                | （廃止）          | 鹿島綾乃9           |
| 2013.4.1 | 2014.3.28  | 渡辺蘭             | 檜山靖洋 弓木春奈   | 西堀裕美                | （廃止）          | 小山径 鹿島綾乃     |
| 2014.3.31 | 2015.3.27  | 渡辺蘭             | 檜山靖洋            | 西堀裕美                | （廃止）          | 小山径 鹿島綾乃     |
| 2015.3.30 | 2016.4.1   | 渡辺蘭             | 平井信行            | 森花子                  | （廃止）          | 小山径 中村慶子     |
| 2016.4.4 | 2017.3.31  | 酒井千佳           | 平井信行            | 森花子                  | （廃止）          | 新井秀和 近江友里恵 |
| 2017.4.3 | 2018.3.30  | 酒井千佳           | 平井信行            | 上原光紀                | （廃止）          | 新井秀和 千葉美乃梨 |
| 2018.4.2 | 2019.3.29  | 10                 | 山神明理 檜山靖洋   | 豊原謙二郎11 酒匂飛翔11 | （廃止）          | 12                  |
| 2019.4.1 | 2020.9.25  | 10                 | 山神明理 檜山靖洋   | 豊原謙二郎11 武本大樹11 | （廃止）          | 12                  |
| 2020.9.28 | 2021.3.26  | （なし）           | 山神明理 檜山靖洋   | 武本大樹11 早坂隆信11   | （廃止）          | 12                  |
| 2021.3.29 | 2022.4.1   | （なし）           | 檜山靖洋 近藤奈央14 | 早坂隆信11 堀菜保子11   | （廃止）          | 12                  |
| 2022.4.4 | 2023.3.3   | （なし）           | 檜山靖洋 近藤奈央14 | 堀菜保子                | （廃止）          | （廃止）            |
| 2023.3.6 | 2024.3.29  | （なし）           | 檜山靖洋 近藤奈央14 | 副島萌生                | （廃止）          | （廃止）            |
| 2024.4.1 | 現在       | （なし）           | 檜山靖洋 近藤奈央14 | 13                      | （廃止）          | （廃止）            |
| - 1首都圏ローカルニュースを兼務。 - 22013年 - 2017年度の期間は、週交代でどちらか1人が担当。 - 310:00の『ニュース・気象情報』を兼務。 - 42001年 - 2004年度まで、7時前の気象情報を担当。 - 5正午前の『気象情報』を兼務。 - 6『おはよう5』、6時台メインキャスターを兼務。 - 710:00の『NHKニュース』を兼務。 - 8「ピックアップ日本」、2006年度のみ8:30の『NHKニュース』を兼務。 - 9東日本大震災発生に伴う非常報道体制の影響で2011年5月9日から担当。 - 104時台のメインキャスターが兼任。 - 11週交代で担当し、どちらかが出演する。 - 12中継リポーターを担当するアナウンサーもしくは午前5時台担当の女性アナウンサーが担当。 - 136時台・7時台のサブキャスターが兼任。 - 142024年7月1日から11月29日まで休業。休業中は渕岡友美が担当、近藤の復帰後も当面の間は渕岡も担当する。 |            |                    |                     |                         |                   |                     |

| 期間 | 期間       | 月曜日                     | 火曜日                | 水曜日                    | 木曜日                | 金曜日                     | 金曜日                     |
| 期間 | 期間       | 世界が注目 ネット動画      | 暮らし 最新事情       | Check! エンターテイメント | 特ダネ映像File1       | NYスタイル5                | NYスタイル5                |
| --- | ---------- | -------------------------- | --------------------- | ------------------------- | --------------------- | -------------------------- | -------------------------- |
| 2009.3.30 | 2010.3.26  | 佐藤龍文2                  | 佐藤龍文2             | 小林孝司                  | 佐藤龍文2             | 有働由美子                 | 有働由美子                 |
| 2010.3.29 | 2012.3.30  | 江崎史恵3・6               | 江崎史恵3・6          | 小松宏司                  | 江崎史恵3             | 島津有理子                 | 島津有理子                 |
| 期間 | 期間       | 世界が注目 ネット動画      | 世界が注目 ネット動画 | Check! エンターテイメント | 特ダネ映像File        | けさの知りたい!4           | けさの知りたい!4           |
| 2012.4.2 | 2012.11.16 | 上條倫子3                  | 上條倫子3             | 江崎史恵                  | 上條倫子3             | 瀧川剛史 糸井羊司          | 小山径                     |
| 2012.11.26 | 2013.3.29  | 上條倫子3                  | 上條倫子3             | 江崎史恵                  | 上條倫子3             | 瀧川剛史 糸井羊司          | 江藤泰彦                   |
| 期間 | 期間       | 世界が注目 ネット動画      | けんコン!             | Check! エンターテイメント | 特ダネ映像File        | けさの知りたい!4           | けさの知りたい!4           |
| 2013.4.1 | 2014.3.28  | 上條倫子3                  | 上條倫子3             | 江崎史恵                  | 上條倫子3             | 瀧川剛史 糸井羊司 有田雅明 | 瀧川剛史 糸井羊司 有田雅明 |
| 期間 | 期間       | 今週の気になる             | けんコン!             | Check! エンターテイメント | 世界が注目 ネット動画 | けさの知りたい!4           | けさの知りたい!4           |
| 2014.3.31 | 2015.3.27  | 7                          | 寺門亜衣子3           |                           | 寺門亜衣子3           | 糸井羊司 中山庸介 二宮直輝 | 糸井羊司 中山庸介 二宮直輝 |
| 期間 | 期間       | けさの知りたい!4           | けんコン!8            | Check! エンターテイメント | 世界が注目 ネット動画 | 気になる@LIVE              | 気になる@LIVE              |
| 2015.3.30 | 2016.4.1   | 芳川隆一 堀越将伸 二宮直輝 | 合原明子 中村慶子     | 中村慶子                  | 合原明子3             | 7                          | 7                          |
| 期間 | 期間       | けさの知りたい!4           | けんコン!8            | Check! エンターテイメント | 世界が注目 ネット動画 | 気になる@LIVE              | 気になる@LIVE              |
| 2016.4.4 | 2017.3.31  | 芳川隆一 黒田信哉 田所拓也 | 中村慶子 新井秀和     |                           | 中村慶子3             | 7                          | 7                          |
| - 1コーナー開始時は「特ダネ映像ワンダー×ワンダー」、途中から「特ダネ映像File」 - 26時台のニュースリーダー兼務。 - 35時台のサブキャスターを兼務。 - 44:30 - 6:25のメインキャスターが担当（週交代）。出演したアナウンサーは翌週の4:30 - 6:25のメインキャスターを担当する。 - 5NHKアメリカ総局特派員が出演。 - 6火曜日は江崎以外にも、リポートを担当した各局の記者や契約キャスターが出演する場合がある。 - 7中継リポーターを担当するアナウンサーが出演。 - 85時台のサブキャスター、まちかど情報室のアナウンサーが週交代で担当する。 |            |                            |                       |                           |                       |                            |                            |

補記
- メインキャスターがスポーツを伝えた時期がある。
- スポーツ担当者は原則、4時台のスポーツニュースには出演しない。五輪・サッカーW杯などで担当することもある。
- 2007年4月2日 - 5月18日は「大リーグ直行便」コーナーを放送（鹿島綾乃が担当）。
- 「アジア&ワールド」が開始された当時は6時台での放送だったが、2000年度からは7時台での放送に変わった。また1999年度に限り、土曜日でも放送された。
- 2018年3月14日の「まちかど情報室」は髙橋康輔が担当。

#### おはBiz
| 期間                                                                   | 期間      | 月 - 水             | 木・金              |
| ---------------------------------------------------------------------- | --------- | ------------------- | ------------------- |
| 2017.4.3                                                               | 2018.3.30 | 豊永博隆1           | 関口博之2           |
| 2018.4.2                                                               | 2019.3.29 | 豊永博隆1 関口博之2 | 関口博之2 豊永博隆1 |
| 2019.4.1                                                               | 2021.3.26 | 岸正浩1 関口博之2   | 岸正浩1 関口博之2   |
| 2021.3.29                                                              | 2022.7.1  | 布施谷博人3         | 神子田章博2         |
| 2022.7.4                                                               | 2023.6.30 | 安藤隆1             | 神子田章博2         |
| 2023.7.3                                                               | 2025.6.27 | 渡部圭司1           | 神子田章博2         |
| 2025.6.30                                                              | 現在      | 渡部圭司1           | 永野博孝2           |
| - 1NHK経済部記者。 - 2NHK解説委員。 - 3NHK放送総局報道局経済部デスク。 |           |                     |                     |

### 土・日・祝日版
1993年度と1994年度は祝日が平日と重なる場合、通常と同じ平日版の男女キャスター1名ずつが担当していた。1995年度以降は祝日が平日と重なっても土日キャスターが担当している。
| 期間 | 期間       | メインキャスター | メインキャスター | 気象情報1    | スポーツ          |
| 期間 | 期間       | 男性             | 女性             | 気象情報1    | スポーツ          |
| --- | ---------- | ---------------- | ---------------- | ------------ | ----------------- |
| 1993.4.10 | 1994.4.3   | 畠山智之         | 黒田あゆみ2      | 渡辺博栄3・4 | 田代賢5 山田重光5 |
| 1994.4.9 | 1995.4.2   | 星野豊           | 黒田あゆみ2      | 渡辺博栄3・4 | 田代賢5 山田重光5 |
| 1995.4.8 | 1997.3.30  | 村上信夫         | 平野啓子         | 渡辺博栄3・4 | 田代賢5 山田重光5 |
| 1997.4.5 | 1998.3.29  | 伊藤博英6        | 石井かおる       | 渡辺博栄3・4 | 久保田茂          |
| 1998.4.4 | 1999.3.28  | 伊藤博英6        | 高井真理子       | 渡辺博栄3・4 | 久保田茂          |
| 1999.4.3 | 2000.3.26  | 野村正育6        | 山田敦子         | 渡辺博栄3・4 | 久保田茂          |
| 2000.4.1 | 2002.3.31  | 末田正雄6        | 膳場貴子         | 村山貢司     | 政野光伯          |
| 2002.4.6 | 2004.3.28  | 末田正雄6        | 膳場貴子         | 村山貢司     | 曽根優            |
| 2004.4.3 | 2005.3.27  | 松尾剛6          | 島津有理子       | 村山貢司     | 鳥海貴樹          |
| 2005.4.2 | 2006.4.2   | 星野豊6          | 滝島雅子         | 村山貢司     | 鳥海貴樹          |
| 2006.4.8 | 2007.4.1   | 星野豊6          | 滝島雅子         | 村山貢司     | 豊原謙二郎        |
| 2007.4.7 | 2008.3.30  | 真下貴6          | 礒野佑子         | 南利幸7      | 豊原謙二郎        |
| 2008.4.5 | 2009.3.29  | 森本健成6        | 首藤奈知子       | 南利幸7      | 豊原謙二郎        |
| 2009.4.4 | 2010.3.28  | 森本健成6        | 首藤奈知子       | 南利幸7      | 増田卓            |
| 2010.4.3 | 2011.4.3   | 森本健成6        | 守本奈実         | 南利幸7      | 増田卓            |
| 2011.4.9 | 2012.4.1   | 森本健成6        | 渡邊佐和子       | 南利幸7      | 増田卓            |
| 2012.4.7 | 2012.11.11 | 森本健成6        | 江崎史恵         | 南利幸7      | 船岡久嗣          |
| 2012.11.17 | 2013.3.31  | 小山径6          | 江崎史恵         | 南利幸7      | 船岡久嗣          |
| 2013.4.6 | 2014.3.30  | 近田雄一6        | 江崎史恵         | 南利幸7      | 筒井亮太郎        |
| 2014.4.5 | 2015.3.29  | 近田雄一6        | 和久田麻由子     | 南利幸7      | 筒井亮太郎        |
| 2015.4.4 | 2016.4.3   | 近田雄一6        | 上條倫子         | 南利幸7      | 向井一弘          |
| 2016.4.9 | 2017.4.2   | 近田雄一6        | 小郷知子         | 南利幸7      | 向井一弘          |
| 2017.4.8 | 2018.4.1   | 二宮直輝6        | 小郷知子         | 南利幸7      | 北野剛寛          |
| 2018.4.7 | 2019.3.31  | 新井秀和6        | 小郷知子         | 南利幸7      | 北野剛寛          |
| 2019.4.6 | 2021.3.28  | 新井秀和6        | 石橋亜紗         | 南利幸7      | 廣瀬智美          |
| 2021.4.3 | 2022.4.3   | 新井秀和6        | 川﨑理加         | 南利幸7      | 廣瀬智美          |
| 2022.4.9 | 2023.4.2   | 井上二郎6        | 森下絵理香       | 南利幸7      | 西阪太志          |
| 2023.4.8 | 2024.3.31  | 井上二郎6        | 寺門亜衣子       | 南利幸7      | 西阪太志          |
| 2024.4.6 | 現在       | 井上二郎6        | 赤木野々花6      | 南利幸7      | 清水敬亮          |
| - 1土日祝早朝の『気象情報』（1995年度から）、『NHK週刊ニュース』内の気象情報（1999年度 - 2010年度）を兼務。 - 2渡邊あゆみの旧名。 - 3土日祝正午前の『気象情報』を兼務。 - 41999年度のみ、日曜日の『週刊こどもニュース』を兼務。 - 5時期不詳ではあるがこの間にいずれかが担当。 - 610:00の『NHKニュース』を兼務。 - 72011年度から2017年度まで『週刊ニュース深読み』内の気象情報を兼務。 |            |                  |                  |              |                   |

中継レポーター
- 入田直子（祝日を除く土曜日のみ）

2014年3月29日まで18年間担当した。全国放送では土曜6時台後半のみ（ただし、関東・甲信越地区以外からの中継が入る場合は出演しない。これは入田の中継担当区域が限定されているため）。同日7時台は関東・甲信越およびNHKワールド向けのみ。

## 主な放送内容
- ニュース
- イラスト解説 ここに注目!
解説委員によるニュース解説。8時台に放送されていた「おはようコラム」を2010年度、6時台前半に移設・改題。
ラジオ第1放送の『マイあさ!』でも7:40頃に同じ内容を放送する。イラストは、イラストレーターの泊明（とまり・あきら）が作成している[32]。放送後、NHK解説委員室のホームページに原稿とイラストが掲載される。
- 今日のニュース項目（月曜のみ）
月曜日は、その日の主なニュースを20秒程度で振り返る。
- 為替と株（火曜 - 土曜）
ドル円、ユーロ円（ユーロ発足時から）、ダウ平均株価、ナスダック総合指数（2001年より）、日経平均株価（2010年度より）、TOPIX（2010年度より）の現況ならびに昨日の終値を紹介する。
- スポーツ
5時台はメインキャスターが、6時台・7時台はスポーツキャスターが担当。1999年度のみ8時前にも放送していた。
2020年9月頃から平日6時台・7時台は「おはスポ」のコーナータイトルで放送。2022年度からは「おはSPO」に改題すると共に、随時注目する競技や選手を取り上げる「おはSPOT」を放送し、火曜日[注釈 18]のみ『みんなで筋肉体操』とのコラボレーションによる「おはSPO筋肉体操」を放送（谷本道哉によるアスリートへのインタビューとそれを元にしたトレーニングで構成）。2023年度は印象に残るワンプレー・ワンシーンの舞台裏を副島が取材する「メイ場面」[注釈 19]も放送[33]。
- 気象情報
6:25前後は「でかける天気・かえる天気」、7:30前後は「東京渋谷からおはよう天気」（2018年度は「イマソラ」）のタイトルが付く。ただし2020年に新型コロナウイルス感染症が流行した時期は個々の演出を排してシンプルに「気象情報」として放送。
- 53都市のポイント予報
5:25の気象情報内で放送される。全国47都道府県庁所在地と旭川市・帯広市・北見市・釧路市・函館市・室蘭市の計53都市の、その日の6時から21時までの3時間おきの天気と予想最高気温を予報。
7時台の気象情報では12都市（大阪・広島・高松・福岡・鹿児島・那覇・札幌・仙台・新潟・宇都宮・東京・名古屋）の3時間ごとの天気を伝える。
- でかける天気・かえる天気
2018年10月1日よりオリジナルキャラクターのでかけルン（雄のカエル）またはかえルン（雌のカエル）が登場する。新型インフルエンザ等緊急事態宣言発令中は登場しない。2022年4月4日現在は主にフリップのイラストのみでの登場となっていたが、2022年10月から復活している。
- 1分天気　
2018年度より、6:10前後（平日のみ）と7:10前後（平日・土曜日）に放送。平日はNHK放送センター敷地内から、土曜日はスタジオ内から伝える。
- 東京渋谷からおはよう天気
平日のみ、放送センター敷地内から伝える。
- 中継（ロボットカメラや中継車からなど様々）
- 特集
- 地域発ニュース
2020年6月頃から放送。地域の話題を4項目紹介するコーナー。
- STOP詐欺被害！私はだまされない→STOP詐欺被害！私たちはだまされない
「首都圏ネットワーク」（「あなたと、ちかさと」→「NHK首都圏ナビ」）で放送された内容を再放送[注釈 20]。2019年度までのCGの背景には大劇場型と小劇場型の2つあり、水曜日のみ小劇場型でその他の曜日が大劇場型で設定されている。小劇場型は主に埼玉県の詐欺被害のニュース。大劇場型は主に関東地方の詐欺被害のニュースで、ごく稀に関東地方以外の詐欺被害のニュースもあった。2020年度からはモニターを使って関東地方の詐欺被害のニュースを伝える。2022年度よりタイトルが変更及び出演アナウンサーが変更された。
- おはBiz
6時台後半に放送する経済情報コーナー。2017年度開始。3・4項目の経済ニュースとリポート、火曜日から金曜日のコーナー終了時に市況（為替、ダウ平均株価、ナスダック総合指数、原油WTI、シカゴの日経平均先物、前日の日経平均株価）を放送。2022年度からは7時30分頃にも放送している。
- 世界のメディアザッピング
世界各地の放送局が伝えたニュースを硬軟取り混ぜて紹介。2012年4月2日より開始。紹介される放送局はアメリカのABC、イギリスのBBC、オーストラリアのABC、韓国のKBS、中国の中国中央テレビ、カタールのアルジャジーラの6局。2014年3月31日よりフランスのフランス2が加わり7局となった[注釈 21]。さらに2014年10月7日より紹介される放送局が以下の22局に増えた。[34][注釈 22]。

- ABC
- CNN
- バンデランテス
- BBC
- フランス2
- ZDF
- ARD
- TVE
- RTR
- KBS
- 中国中央テレビ
- 上海RTS
- ATV
- ABS-CBN
- VTV
- CH9
- CNA
- ABC
- NDTV
- MetroTV
- アルジャジーラ
- TRT

- おはWORLD
土曜日6時台後半に放送。2022年度までは「ワールドリポート」と称していた。国際放送部や世界各地の支局が取材した話題を取り上げている。取材VTRにはボイスオーバーによる吹き替えが入る。

過去のコーナー
- 列島ニュース・ピックアップ日本
2000年から7年間放送、日本国内の話題を取り上げる。「ピックアップ日本」は谷地がタッチパネルにイラストを描くという演出が加えられた。
- ワールドナウ・アジア&ワールド
開始当初から続き、2007年3月で終了。海外最新ニュースと世界各地の話題の2本立てだったが、話題を伝えるコーナーに特化した。
- 曜日別企画（7時台に放送、2017年度をもって終了したと思われる）
- おはようビタミン（月曜日、2017年4月3日より）
- じもトピ（火曜日）
- Check!エンターテインメント（水曜日）
- 世界が注目！ネット動画（木曜日、2014年3月24日までは月曜日）
- 気になる@LIVE（金曜日、2015年4月3日より）
- NYスタイル（金曜日のみ）
2012年3月30日で終了。ニューヨーク支局から流行のものを紹介するコーナーだった。
- 暮らし最新事情（火曜日）
2012年3月27日で終了。
- check! NEWS WEB
2012年4月2日より開始。NHKのインターネットサイト「NEWS WEB」のアクセスランキングからニュースをいくつか紹介。1週間で終了。
- 特ダネ!映像File（木曜日）
2014年3月27日で終了。
- とれたてマイビデオ
視聴者から投稿された映像を紹介するコーナー。前身の『おはよう5』から放送されていた。2014年3月28日で終了。
また、これまでの総集編として毎月1回別枠にて「月刊とれたてマイビデオ」を、毎年年末には「とれたてマイビデオスペシャル」を放送していた。
- DATAFILE.JPN（データファイルジャパン）（日曜日）
2014年4月6日より開始。2014年6月8日で終了。
- 今週の気になる（月曜日）
2015年3月23日で終了。
- けさの知りたい!（月曜日、2015年3月27日までは金曜日）
2017年3月27日で終了。
- けんコン!（火曜日）
2013年4月2日より開始。2017年3月28日で終了。
- 朝ごはんの現場
何らかの形で共同生活をしていたり、様々な職種に就いている人々、海外からの観光客をもてなすホテルで提供されるものなど、日本各地の朝食の風景や食事内容から見る「日本のいま」を人気声優によるナレーションとともに取り上げる。2017年度は特集企画として5月8日 - 12日[35]と7月10日 - 14日[36]の2回放送され、好評を博したことから12月31日に総集編を放送[37]、2018年4月2日から2019年3月29日まで平日の7時40分頃にレギュラー放送された。
- 旬体感（月末日曜日）
2020年8月2日で終了。
- まちかど情報室（「ビジネストレンド」「情報ボックス」を経て現在のタイトルに）
5時台（5時45分頃）と7時台（7時40分頃）の1日に2回放送。ユニークな日用品を中心に取り上げる。民間放送での同種のコーナーと異なり製品を販売する企業名を放送では表示しておらず、インターネットの公式サイトとFAXサービスに記載されている。5時台・6時台の2回の放送は同日同内容を放送していたが、2011年度からは6時台に本放送、次放送日（翌日もしくは翌週月曜日）[注釈 23]5時台に再放送を行う。毎月最終金曜日は5時台・6時台ともに問い合わせの多かった内容一編の再放送となる。
リポートの内容によっては、全国各地の放送局のアナウンサーが担当する。コーナー名は異なるが、取り上げる内容は同じ。地域情報番組でこのコーナーの内容が使われることもある。
2020年度半ばから月・火曜の7時台は、新型コロナウイルス感染症拡大に伴い自宅生活が増えていることから、様々な専門家による生活の知恵やテクニックを紹介する「達人のワザ」を放送、さらに2021年度からの金曜7時台は、今流行している事象を取り上げる「まちかどトレンド」を放送している。
夏休み期間中、年末、国政選挙の政見放送期間中はアンコール放送することがある。また、毎年年末には「まちかど情報室スペシャル」と題した単発番組として1年に放送された内容の総集編が放送される（字幕放送・ステレオ放送）。
2011年6月からは毎月最終土曜日の9時30分 - 10時00分に「月刊まちかど情報室」と題した単発番組としてゲストを招いてこの1か月間に放送されたものを総集編として放送（字幕放送・ステレオ放送）。2012年度は祝日特集の枠内でスペシャル版が年数回程度放送され、4月30日（昭和の日の振り替え休日）・7月16日（海の日）・9月22日（秋分の日）に放送された。
「まちかど情報室」ではその放送時間を担当するキャスターと一緒に出演する。同じく「まちかど情報室」では担当アナウンサーが夏期休暇によりセレクション（これまでの再放送）となる場合、日によっては5時台のみの放送となり、6時台では曜日別コーナーが以前同様6時台後半に放送され、前半にて各局からのリポートやニュースに差し替わることもある。
2022年4月1日で終了。

ローカル枠（各地域のニュース・気象情報）の放送時間
- 平日 5:56（気象情報のみ）、6:28（気象情報のみ）、6:55[注釈 24]、7:45（15分間放送）
- 土曜日 6:28（気象情報のみ）、6:53、7:30（30分間、5地域の地域拠点局が制作するブロック放送）
- 日曜日 7:40
- 祝日編成 7:25、7:57（気象情報のみ）

## 不祥事
2019年12月9日放送の本番組内コーナー『おはBiz』において、キャビン型ホテルの紹介企画で施設にシューズ等を提供していたメーカー社員が、施設を利用したことがないにもかかわらず時々利用する宿泊者のコメントとして放送していたことが分かり謝罪している。